# Урумчі-Західна
43°52′05″ пн. ш. 87°25′05″ сх. д. / 43.868055555556° пн. ш. 87.418055555556° сх. д.
Урумчі-Західна (Усі; кит. 乌鲁木齐西, пін. Wūlǔmùqíxī Zhàn) — залізнична станція в КНР, розміщена на Бейцзянській залізниці між станціями Урумчі (Ергун) і Саньпін. Розташована в місті Урумчі. Від станції починається Уджуньська залізниця.
| Китай | Це незавершена стаття з географії КНР. Ви можете допомогти проєкту, виправивши або дописавши її. |